# Liste des titres musicaux numéro un aux États-Unis en 1983
Cette page liste les titres musicaux ayant eu le plus de succès au cours de l'année 1983 aux États-Unis d'après le magazine Billboard.

## Historique
| Date         | Artiste(s)                       | Titre                           | Référence |
| ------------ | -------------------------------- | ------------------------------- | --------- |
| 1er janvier  | Hall & Oates                     | Maneater                        |           |
| 8 janvier    | Hall & Oates                     | Maneater                        |           |
| 15 janvier   | Men at Work                      | Down Under                      |           |
| 22 janvier   | Men at Work                      | Down Under                      |           |
| 29 janvier   | Men at Work                      | Down Under                      |           |
| 5 février    | Toto                             | Africa                          |           |
| 12 février   | Men at Work                      | Down Under                      |           |
| 19 février   | Patti Austin & James Ingram      | Baby, Come to Me                |           |
| 26 février   | Patti Austin & James Ingram      | Baby, Come to Me                |           |
| 5 mars       | Michael Jackson                  | Billie Jean                     |           |
| 12 mars      | Michael Jackson                  | Billie Jean                     |           |
| 19 mars      | Michael Jackson                  | Billie Jean                     |           |
| 26 mars      | Michael Jackson                  | Billie Jean                     |           |
| 2 avril      | Michael Jackson                  | Billie Jean                     |           |
| 9 avril      | Michael Jackson                  | Billie Jean                     |           |
| 16 avril     | Michael Jackson                  | Billie Jean                     |           |
| 23 avril     | Dexys Midnight Runners           | Come On Eileen                  |           |
| 30 avril     | Michael Jackson                  | Beat It                         |           |
| 7 mai        | Michael Jackson                  | Beat It                         |           |
| 14 mai       | Michael Jackson                  | Beat It                         |           |
| 21 mai       | David Bowie                      | Let's Dance                     |           |
| 28 mai       | Irene Cara                       | Flashdance... What a Feeling    |           |
| 4 juin       | Irene Cara                       | Flashdance... What a Feeling    |           |
| 11 juin      | Irene Cara                       | Flashdance... What a Feeling    |           |
| 18 juin      | Irene Cara                       | Flashdance... What a Feeling    |           |
| 25 juin      | Irene Cara                       | Flashdance... What a Feeling    |           |
| 2 juillet    | Irene Cara                       | Flashdance... What a Feeling    |           |
| 9 juillet    | The Police                       | Every Breath You Take           |           |
| 16 juillet   | The Police                       | Every Breath You Take           |           |
| 23 juillet   | The Police                       | Every Breath You Take           |           |
| 30 juillet   | The Police                       | Every Breath You Take           |           |
| 6 août       | The Police                       | Every Breath You Take           |           |
| 13 août      | The Police                       | Every Breath You Take           |           |
| 20 août      | The Police                       | Every Breath You Take           |           |
| 27 août      | The Police                       | Every Breath You Take           |           |
| 3 septembre  | Eurythmics                       | Sweet Dreams (Are Made of This) |           |
| 10 septembre | Michael Sembello                 | Maniac                          |           |
| 17 septembre | Michael Sembello                 | Maniac                          |           |
| 24 septembre | Billy Joel                       | Tell Her About It               |           |
| 1er octobre  | Bonnie Tyler                     | Total Eclipse of the Heart      |           |
| 8 octobre    | Bonnie Tyler                     | Total Eclipse of the Heart      |           |
| 15 octobre   | Bonnie Tyler                     | Total Eclipse of the Heart      |           |
| 22 octobre   | Bonnie Tyler                     | Total Eclipse of the Heart      |           |
| 29 octobre   | Kenny Rogers & Dolly Parton      | Islands in the Stream           |           |
| 5 novembre   | Kenny Rogers & Dolly Parton      | Islands in the Stream           |           |
| 12 novembre  | Lionel Richie                    | All Night Long (All Night)      |           |
| 19 novembre  | Lionel Richie                    | All Night Long (All Night)      |           |
| 26 novembre  | Lionel Richie                    | All Night Long (All Night)      |           |
| 3 décembre   | Lionel Richie                    | All Night Long (All Night)      |           |
| 10 décembre  | Paul McCartney & Michael Jackson | Say Say Say                     |           |
| 17 décembre  | Paul McCartney & Michael Jackson | Say Say Say                     |           |
| 24 décembre  | Paul McCartney & Michael Jackson | Say Say Say                     |           |
| 31 décembre  | Paul McCartney & Michael Jackson | Say Say Say                     |           |